# Chevsoeren
De Chevsoeren (Georgisch: ხევსურები, Chevsoerebi) zijn een etnische Georgische subgroep, die woont in de gelijknamige noordoostelijke Georgische historische regio Chevsoeretië, op de zuidelijke hellingen van de Grote Kaukasus in de vallei van de rivier de Chevsoerse Aragvi en de op de noordelijke hellingen van de deze bergketen in de vallei rond de bovenloop van de Argoen. De groep heeft veel van haar traditionele kledij, huizen, wapens, gewoonten en gebruiken weten te behouden ondanks de druk die uitgevoerd werd ten tijde van de Sovjet-Unie.
Antropologisch gezien zijn de Chevsoeren groter dan gemiddeld: hebben ze meestal blauwe en soms grijsgroene ogen en hebben ze lichtbruin haar. In de jaren 50 van de 20e eeuw werden de Chevsoeren gedwongen om te verhuizen naar de valleien waardoor een groot aantal bergdorpen sindsdien zijn verlaten.

## Oorsprong
De Russische etnograaf Arnold Esserman stelde de hypothese dat de Chevsoeren afstammelingen zijn van West-Europese kruisvaarders die zich hier vestigden en die werden blootgesteld aan sterke Georgische invloeden. Er zijn een groot aantal aanwijzingen die lijken te wijzen op contacten tussen Georgiërs en kruisvaarders in de 12 en 13e eeuwen. De materiële, sociale en religieuze cultuur van de Chevsoeren lijken sterk op die van het middeleeuwse West-Europa: nog in de 20e eeuw droegen de mannelijke Chevsoeren een maliënkolder en rechte zwaarden, hun kleren en hun vlaggen waren versierd met kruisen en ze beschouwden zichzelf als trouw aan het heilige leger van de Georgische heersers. Nog altijd zien de Chevsoeren zichzelf als afstammelingen van achtergebleven kruisvaarders. Of dit werkelijk het geval is, kan echter niet met bronnen worden aangetoond.

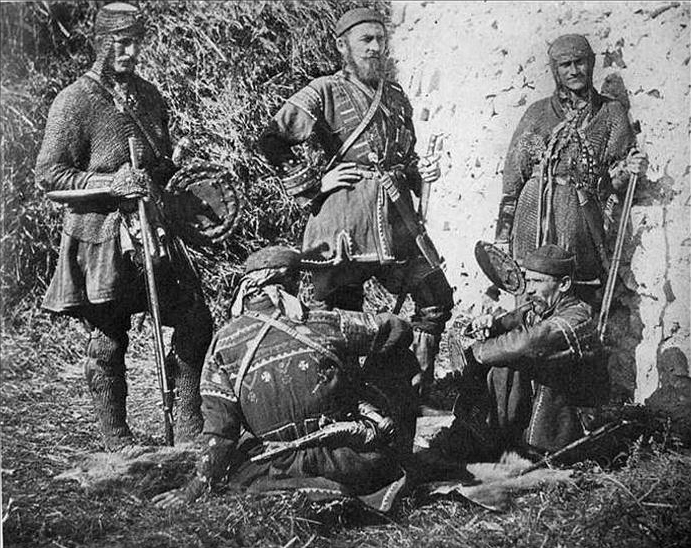
Chevsoeren met traditionele kostuums en bepantsering (1901)
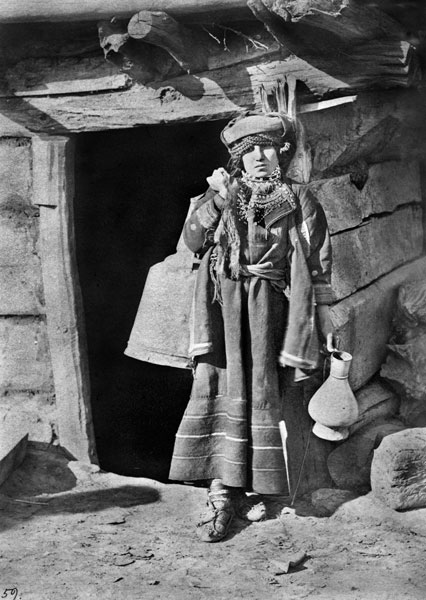
Chevsoerse in traditioneel kostuum (1881)
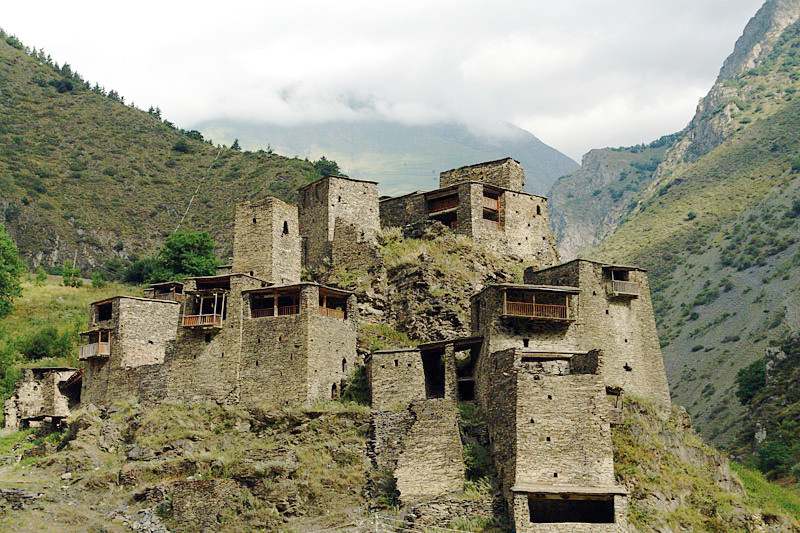
Het versterkte bergdorp Sjatili
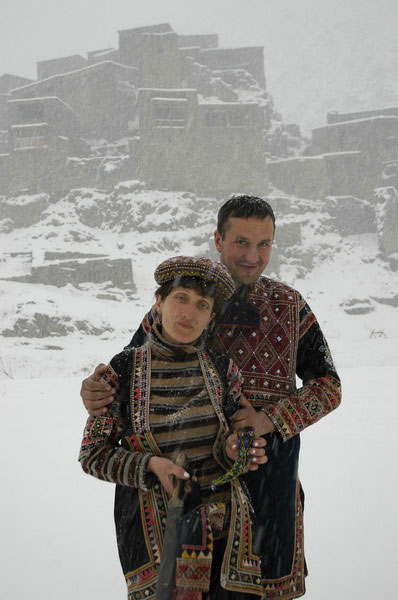
Chevsoeren uit Sjatili